# 加藤晃
加藤 晃（かとう あきら、1975年2月14日 - ）は、東海テレビ放送のアナウンサー。

## 経歴
愛知県一宮市出身。愛知県立一宮西高等学校、早稲田大学卒業後1998年入社。
現在は主にスポーツ実況などを担当。2012年3月25日に新装された中京競馬場で行われた第42回高松宮記念の実況を担当。これが自身にとって初のG1実況となった。

## 現在の出演番組
- 野球・サッカー・競馬・ラグビーなどのスポーツ実況
  - 野球道（全国ネット時のタイトル。ローカル中継では『DRAGONS LIVE（西暦）』）
  - 三重テレビナイター（三重テレビ）
  - J SPORTS STADIUM（J SPORTS、中日戦の地上波が東海テレビ、三重テレビの場合担当）
  - 東海ラジオガッツナイター
- KEIBA BEAT
- FNN Live News days（ローカルパート）
- FNN Live News α（ローカルパート）
- FNN東海テレニュース
- めざましテレビ（ローカルパート）
- めざましどようび（ローカルパート）
- S-PARK（ローカルパート）

### 主な実況歴
GIレース
- 高松宮記念（2012年 - 2023年）
- チャンピオンズカップ（2017年 - 2019年、2024年）

その他
- 京都金杯（2025年）
- 東海ステークス（2005年・2022年）
- シルクロードステークス（2021年・2023年）
- きさらぎ賞（2021年 ‐ 2022年）
- 中日新聞杯（2003年・2004年・2007年）
- 金鯱賞（2004年・2025年）
- ファルコンステークス（2002年）
- CBC賞（2006年 ‐ 2009年・2014年 ‐ 2019年・2024年）
- プロキオンステークス（2023年）
- セントウルステークス（2006年・2021年 ‐ 2022年）
- 小倉2歳ステークス（2024年）
- ローズステークス（2006年）
- 神戸新聞杯（2020年）
- 愛知杯（2004年）
- 福島記念（2021年）

## 過去の出演番組
- グランパスExpress
- DREAM競馬 実況担当
- すくすくぽん!
「自由のつばさ」という曲でCDデビューしている。